# Kids' Choice Awards Colombia 2017
I Kids' Choice Awards Colombia 2017 sono stati la quarta e ultima edizione colombiana dei Nickelodeon Kids' Choice Awards. Si sono tenuti il 2 ottobre 2017 al Chamorro City Hall di Bogotà e sono stati presentati dalla modella Andrea Serna e dal cantante Sebastián Yatra.
Sul palco della premiazione si sono esibiti anche: Reykon, Piso 21, Paty Cantu, Nacho, Ventino, Sebastián Yatra, RK El Artista e Johann Vera.

## Vincitori e candidati
Le votazioni si sono tenute ufficialmente tra il 24 agosto e il 28 settembre del 2017. In grassetto sono evidenziati i vincitori per ciascuna categoria, a seguire i candidati.

### Attore preferito
- Ruggero Pasquarelli
- Carlos Torres
- Jerónimo Cantillo
- Martin Barba

### Attrice preferita
- Karol Sevilla
- María Gabriela de Faría
- Mercedes Lambre
- Danielle Arciniegas

### Artista o gruppo internazionale preferito
- Camila Cabello
- Justin Bieber
- Selena Gomez
- Ariana Grande

### Artista o gruppo colombiano preferito
- Maluma
- J Balvin
- Sebastián Yatra
- Piso 21

### Canzone latina preferita
- Reggaetón lento (Bailemos), cantata dai CNCO
- Despacito, cantata da Luis Fonsi e Daddy Yankee
- Una Lady como tú, cantata da Manuel Turizo
- Me Rehúso, cantata da Danny Ocean

### Collaborazione preferita
- Hey Ma, cantata da J Balvin, Pitbull e Camila Cabello
- It Ain't Me, eseguita da Kygo e Selena Gomez
- Despacito (Remix), cantata da Luis Fonsi, Daddy Yankee e Justin Bieber
- Hey, Dj, cantata da CNCO e Yandel

### Sportivo dell'anno
- James Rodríguez
- Nairo Quintana
- Radamel Falcao
- Esteban Chaves

### Serie animata preferita
- SpongeBob
- Marco e Star contro le forze del male
- A casa dei Loud
- We Bare Bears - Siamo solo orsi

### Programma televisivo preferito
- Io sono Franky
- Soy Luna
- Francisco el Matemático: Clase 2017
- Los Morales

### Programma televisivo internazionale preferito
- Liv & Maddie
- Harley in mezzo
- I Thunderman
- Game Shakers

### 20 Años Nick en Latinoamérica
- iCarly
- Zoey 101
- Drake & Josh
- Big Time Rush

### Cattivo preferito
- Isabella Castillo
- Guillermo Blanco
- Andrés Mercado
- Edgar Vittorino

### Film preferito
- La bella e la bestia (Beauty and the Beast), regia di Bill Condon
- Oceania (Moana), regia di Ron Clements e John Musker
- Cattivissimo me 3 (Despicable Me 3), regia di Pierre Coffin, Kyle Balda ed Eric Guillon
- Sing, regia di Garth Jennings

### Programma radiofonico preferito
- El Mañanero
- La Papaya
- El Morning
- Trasnoshow

### App preferita
- Tupi
- La Palabra No - Cuento Educativo
- I'm Learning Online
- Edumagicos

### Sito web preferito
- Imagina La Paz
- Desarmados
- Crónicas Elefantines
- 4 Ríos

### Videogioco preferito
- Cris Tales
- Colombinos
- Just A Way
- Splasheep

### Chico Trendy
- Sebastián Caicedo
- Sebastián Yatra
- J Balvin
- Carlos Torres

### Chica Trendy
- Valentina Zenere
- Scarlet Gruber
- Salomé Camargo
- María José Vargas

### Youtuber preferito
- Ami Rodriguez
- Juan Pablo Jaramillo
- PaisaVlogs
- Sebastián Villalobos

### Youtuber preferita
- Pautips
- Kika Nieto
- Amara Que Linda
- Juana Martínez

### Instagrammer preferito
- El Brayan
- Karol G
- La Señorita Jaramillo
- Fanny Lu

### Rivelazione digitale
- Juanma Salazar
- Lulu99
- Sofía Castro
- Libardo Isaza

### Gamer preferito
- LauGamer
- Supersub
- TomyCatt
- Sergiogameplayer
- Gameplays All Weeks

### Musical.ly preferito
- @johannVera
- @sebbbas
- @soymarioruiz
- @juanjaramilloe

### Miglior fandom
- PDCS di Sebastián Villalobos
- Army dei BTS
- Arianators di Ariana Grande
- Jaramishanos di Juan Pablo Jaramillo